# Барнута
Барнута (*до 1193 — бл. 1241) — князь Рюгену в 1217/1218—бл.1221 роках.

## Життєпис
Походив з династії Віславичів. Старший син Яромара I, князя Рюгена. Вперше згадується у 1193 році. У 1200 році отримав від батька володіння між Рикком та Стрілою (сьогодні Штрелазунд). Багато сприяв розбудові своїх маєтностей. У 1207 році зі своїм братом Свентополком заснував монастир Ельда. У 1209 році надав цьому монастиреві значний фундуш.
У 1217 або 1218 році після смерті Яромаром I успадкував князівство Рюген, як лен присягнув на вірність данському королю Вальдемару I. У 1221 році з невідомих причин передав владу молодшому братові Віслава.
Надалі мешкав у замку Гардіст (Ґарчен). У хроніках та інших джерелах згадується лише у 1237 та 1241 роках. Став засновником аристократичного роду фон Грістов.

## Родина
Дружина — Славомира, донька Міслава II, князя Гюцкова.
Діти:
- Добеслав (д/н-1249), князь Грістов у 1237—1249 роках
- Іоган (д/н-1265), князь Грістов у 1237—1265 роках